# 大上天皇
もしかして
- 太上天皇

ではありませんか？